# بيلا هاردي
بيلا هاردي (بالإنجليزية: Bella Hardy) هي عازفة كمان ‏ ومغنية وكاتبة غنائية بريطانية، ولدت في 1984.

## وصلات خارجية
- بيلا هاردي على موقع ميوزك برينز (الإنجليزية)
- بيلا هاردي على موقع ديسكوغز (الإنجليزية)